# محصلة القوى
محصلة القوى (بالإنجليزية: Net Force)‏ هي مفهوم في علم الميكانيك يُشير إلى مجموع القوى المؤثرة على جِسم ما. وتُعرف بأنها القوة التي يمكن أن تُستبدل بعدة قوى، بحيث يكون تأثيرها على الجسم مساوياً لتأثير جميع تلك القوى مجتمعة. يمكن إيجاد هذه المحصلة لعدة قوى مستوية تؤثر على جسم بيانيًا؛وذلك برسم متجهات القوى في اتجاه دوري واحد (أي برسم متجه القوة الأولى ومن نهاية المتجه الأول نَرْسُم متجه القوة الثانية)، وهكذا حتى تُرسم جميع القوى (ليس بالضرورة أخذ ترتيب القوة في الاعتبار)، وبالتالي تكون المحصلة هي الضلع الذي يغلق المضلع ويكون اتجاه المحصلة عكس الاتجاه الدوري للقوى.

## مقدمة

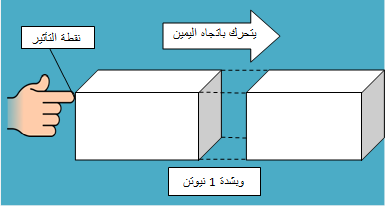
الشكل (1)

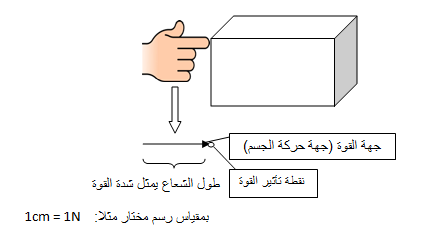
تمثيل قوة بجسم

تعرف القوة بأنها ذلك التأثير الذي يسبب تغير حالة الجسم (تشويه) أو يسبب تحركه (تغير موضعه) إن كان ساكناً، والذي يسبب: تغير حركته (تسارع - تباطؤ- توقف)، أو اتجاهه إن كان متحركًا.
القوة التي تؤثر في جسم صلب ساكن فتحركه دون تشويه:
1. تؤثر في نقطة معينة منه تسمى نقطة التأثير.
2. تسبب حركته باتجاه معين يسمى اتجاه القوة.
3. تؤثر على الجسم بشدة معينة تسمى شدة القوة.

وهذه هي العناصر التي تتعين بها القوة (عناصر القوة).
فإذا أُثِّرَ على صندوق ساكن بقوة دفع بواسطة يد كما في الشكل (1)، تؤثر اليد في نقطة معينة منه هي نقطة التأثير، وتسبب حركته باتجاه اليمين وهي جهة القوة. وبالمثال 1 نيوتن هي شدة القوة حيث تقدر شدة القوة بوحدة القياس نيوتن.
واتفق على تمثيل القوة بشعاع لأن القوة عبارة عن شدة واتجاه؛ فبداية الشعاع أو نهايته تمثل نقطة تأثير القوة، واتجاه الشعاع تمثل اتجاه القوة، وطول الشعاع يمثل شدة القوة.
وبالتالي يصبح تمثيل القوة في المثال السابق كما في الشكل الجانبي (2).

ولكن؛ لو أثرت في الجسم الواحد أكثر من قوة في آنٍ واحد؛ فسوف تؤثر كل قوة بفعل ما في هذا الجسم، وفي نهاية المطاف سوف يكون هناك نتيجة تأثير واحدة وهي مجموع أفعال هذه القوى في الجسم.
وبمعنى آخر: محصلة القوى هي قوة وحيدة تحدث في الجسم الأثر نفسه الذي تحدثه القوى متحدة معاً.
وبما أنه يُعَبَّر عن القوى بأشعة؛ فإذاً يكون مجموع أفعال هذه القوى في الجسم هو عبارة عن جمع أشعة هذه القوى جمعا شعاعياً فينتج الشعاع الممثل لأفعال كل هذه القوى والذي يسمى محصلة القوى.
ولذلك فإن إيجاد محصلة قوى مؤثرة في جسم ما مهم جدا في الميكانيكا. وإيجادها يكون بتعيين عناصرها التي ذكرت سابقا (نقطة التأثير والجهة والشدة).
وطريقة تعيينهم قد تختلف من حالة لأخرى وذلك حسب موضع حوامل القوى (على حامل واحد - أم على حوامل متقاطعة - أم على حوامل متوازية).

## طرق جمع المتجهات

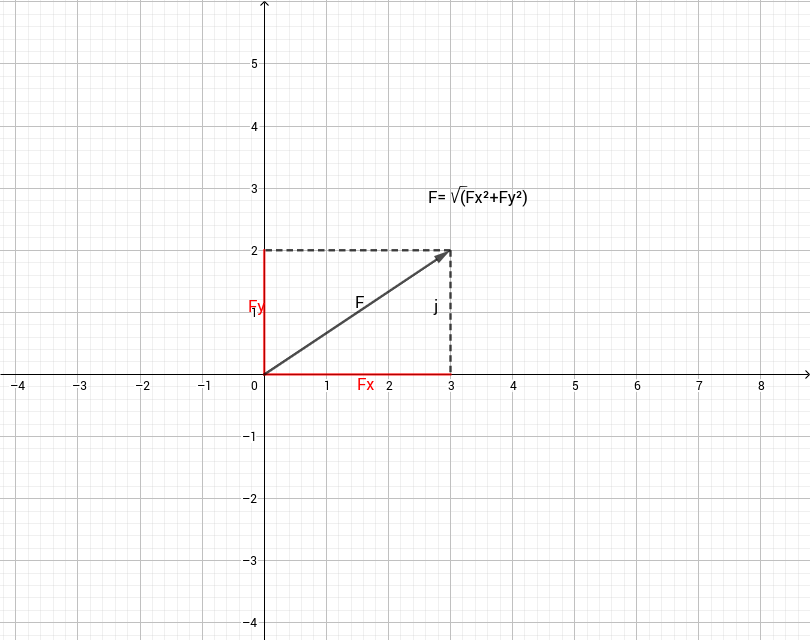
تحليل القوة إلى مركبتيها الأفقية والعمودية
,تمثل القوة المراد تحليلها
المركبة الأفقية لـِ
المركبة العمودية لـِ

رسم متحرك يوضح طريقة جمع عدد من القوى جمعاُ متجهاً باستخدام مضلع القوى

من خلال هذه الطرق سنصل إلى شدة القوة المحصلة واتجاهها فقط، ولا يمكن أن تعطينا معلومات عن نقطة التأثير.

### الطريقة التحليلية
تعتمد الطريقة التحليلية على تحليل القوى إلى مركباتها، أي ما يسمى الإسقاط على محور السينات (x) ومحور العينات (Y) في حالة المستوي، كما هو موضح في الشكل. ويمكن حساب المركبات باستخدام القوانين التالية:
المركبة على المحور الأفقي: تحسب باستخدام القانون {\displaystyle F_{x}=F\cos(\vartheta )}
المركبة على المحور العمودي: تحسب باستخدام القانون التالي {\displaystyle F_{y}=F\sin(\vartheta )}
حيث تمثل {\displaystyle F} القوة المراد تحليلها، بينما تمثل {\displaystyle \vartheta } الزاوية بين القوة والقسم الموجب من محور السينات (أي محور x).
نَجْمَع جميع المركبات الأفقية للقوى المؤثرة للحصول على المركبة الأفقية للقوة المحصلة، وكذلك بالنسبة للمركبات العمودية.
بعد التوصل إلى مركبات القوى المحصلة نحدد شدتها واتجاهها باستخدام القوانين التالية.
الجهة: {\displaystyle \tan {F_{y} \over \ F_{x}}}
الشدة:{\displaystyle F={\sqrt {(F_{x}^{2}+F_{y}^{2})}}} 
تعد الطريقة التحليلية فعالة في حال جمع عدد كبير نسبياً من القوى.

### الطريقة البيانية
طريقة مضلع القوى: بشكل عام فـإننا نختار إحدى القوى، ثم نبدأ بسحب القوى المتبقية واحدة تلو الأخرى بحيث تبدأ كل قوة في النقطة التي انتهت عندها القوة السابقة، مع مراعاة المحافظة على طول الأشعة (المتجهات) واتجاهها عند السحب، في الخطوة الأخيرة نرسم شعاعاً يصل من بداية المتجه الأول إلى نهاية المتجه الأخير، هذا المتجه يمثل القوة المحصلة بطولها واتجاهها.
الشدة المتمثلة بطول المتجه يمكن قياسها، بالمسطرة على سبيل المثال.
من الجدير بالذكر أن ترتيب جمع القوى لا يؤثر على المحصلة.

### الطريقة البيانية التحليلية
عند استخدام الطريقة البيانية للحصول على محصلة قوتين متلاقيتين باستخدام مضلع القوى ينتج مثلث القوى وبالتالي فإنه من الممكن الحصول على المحصلة حسابياً باستخدام قوانين المثلثات دون الحاجة لقياس الطول بالمسطرة على سبيل المثال. وكذلك بالنسبة إلى متوازي أضلاع القوى، الذي لا يختلف في المبدأ عن مثلث القوى، فلو سحبنا القوة كما هو موضح في الشكل سنحصل على متوازي أضلاع القوى، وبالتالي فإن استخدام أي منهما سيؤدي إلى الغرض ذاته.

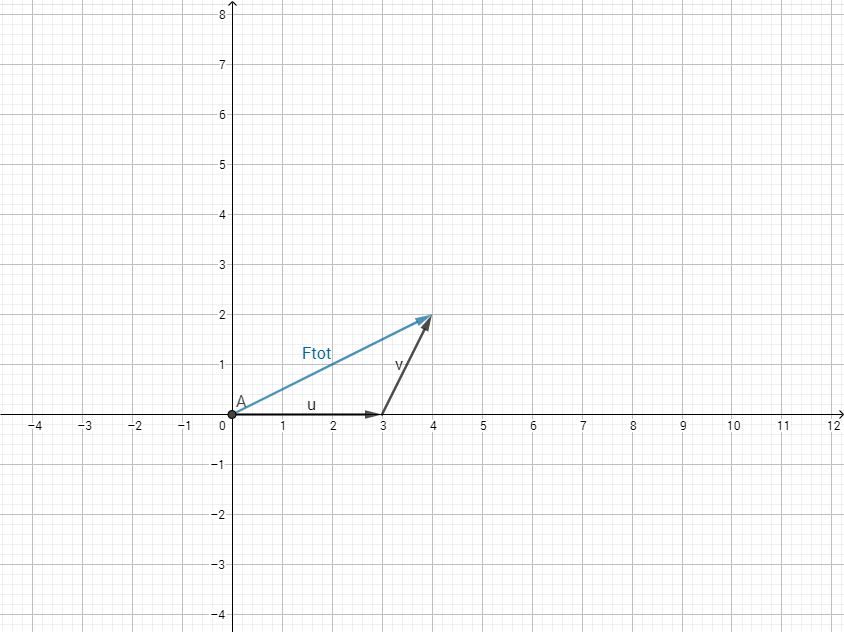
مثلث القوى

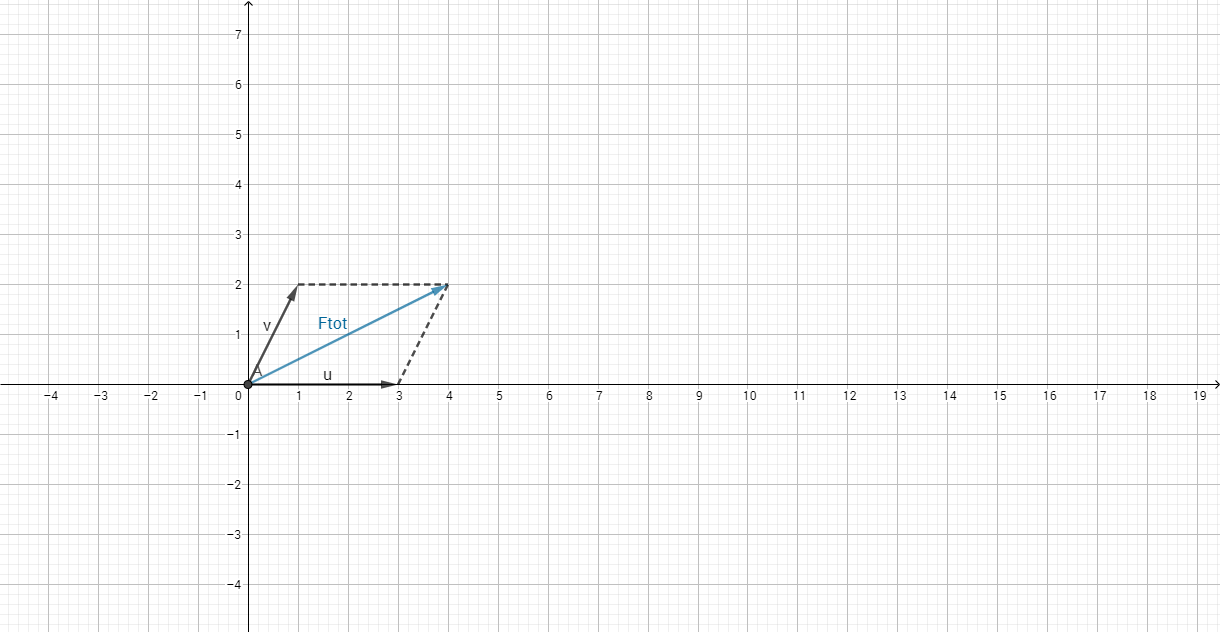
متوازي أضلاع القوى
في متوازي أضلاع القوى يمثل قطر متوازي الأضلاع محصلة قوتين, بينما تمثل القوتين بضلعين متتاليين من أضلاعه.

نقطة التأثير: إذا كانت جميع القوى تؤثر في نقطة واحدة فإن القوى المحصلة تؤثر أيضاً في هذه النقطة، أما إذا كانت القوى متوازية، فيمكن حساب نقطة التأثير باستخدام قانون عزوم القوى.

## أمثلة
| القوتين بجهة واحدة                                                                                           | القوتين بجهتين متعاكستين |
| - نقطة تأثيرها : نقطة التأثير المشتركة للقوتين. - جهتها : بجهة القوتين. - شدتها : جمع شدتي القوتين جمع عددي. | - نقطة تأثيرها : نقطة التأثير المشتركة للقوتين. - جهتها : بجهة القوة الأكبر. - شدتها : طرح شدة القوة الأصغر من شدة القوة الأكبر طرح عددي |

| القوى بجهة واحدة                                                                                          | القوى بجهات مختلفة                                                                   |
| - نقطة تأثيرها : نقطة التأثير المشتركة للقوى. - جهتها : بجهة القوى . - شدتها : جمع شدات القوى جمع عددي. . | نوجد محصلة القوى في كل جهة على حدة فننتقل لحالة قوتين على حامل واحد بجهتين متعاكستين |

| الطريقة البيانية ( أي باستخدام مسطرة وتحديد مقياس رسم ) | الطريقة البيانية التحليلية | الطريقة التحليلية (تحليل القوتين إلى مساقط ) |
| - نقطة تأثيرها : نقطة تقاطع القوتين. - جهتها:بعد وضع بداية الشعاع الثاني على نهاية الشعاع الأول تكون الجهة من بداية الشعاع الأول إلى نهاية الشعاع الثاني. - شدتها : طول الشعاع المرسوم من بداية الشعاع الأول حتى نهاية الشعاع الثاني، يقاس بالمسطرة وتستنتج الشدة من مقياس الرسم . | - نقطة تأثيرها : نقطة تقاطع القوتين. - جهتها : في حال رسم متوازي أضلاع فهي:من نقطة التأثيرإلى الرأس المقابل. في حال رسم مثلث فهي : من بداية الشعاع الأول إلى نهاية الشعاع الثاني. - شدتها : سواء رسم متوازي أضلاع أو مثلث، بما أن الشدة تمثل ضلع مجهول في المثلث فتُحسب باستخدام قوانين المثلثات . كمثال إذا علمت شدتي القوتين والزاوية بينهما يستخدم قانون التجيب لحساب شدة المحصلة : {\displaystyle c^{2}=a^{2}+b^{2}-2ab\cos \gamma } | - نقطة تأثيرها : نقطة تقاطع القوتين. - جهتها : تحدد بالزاوية التي بين المحصلة والأفق αR. وتحسب باستخدام ظل زاوية المحصلة الذي يساوي مسقط المحصلة العيني على مسقط المحصلة السيني : tan αR = {\displaystyle {\operatorname {R} \!y \over \operatorname {R} \!x}} → αR - شدتها : تحسب باستخدام القانون : {\displaystyle R={\sqrt {R_{x}^{2}+R_{y}^{2}}}} ملاحظة : نكتب R أو FR وكذلك Rx أو FRx |

| متقاطعة في مستو | متقاطعة في فراغ |
| --- | --- |
| الطريقة البيانية (رسم مضلع قوى .) أو الطريقة التحليلية (تحليل القوى إلى مساقط في مستو) | الطريقة التحليلية (تحليل القوى إلى مساقط في الفراغ) |
| \| - نقطة تأثيرها : نقطة تقاطع القوى. - جهتها : بعد رسم مضلع القوى عن طريق إزاحة الأشعة وترتيبها وراء بعضها بوضع بداية الشعاع على نهاية الشعاع الذي قبله تكون الجهة من بداية الشعاع الأول حتى نهاية الشعاع الأخير. - شدتها : طول الشعاع المرسوم من بداية الشعاع الأول حتى نهاية الشعاع الاخير، يقاس بالمسطرة تستنتج الشدة من مقياس الرسم. \| - نقطة تأثيرها : نقطة تقاطع القوى . - جهتها : تحدد بالزاوية التي بين المحصلة والأفق αR. وتحسب باستخدام ظل زاوية المحصلة الذي يساوي مسقط المحصلة العيني على مسقط المحصلة السيني : tanαR = {\displaystyle {\operatorname {R} \!y \over \operatorname {R} \!x}}→αR - شدتها : تحسب باستخدام القانون: {\displaystyle R={\sqrt {R_{x}^{2}+R_{y}^{2}}}} ملاحظة : نكتب R أو FR وكذلك Rx أو FRx \| | - نقطة تأثيرها : نقطة تقاطع القوى. - جهتها : تحدد إما بالزاوية التي بين المحصلة ومحور السينات αR أو محور العينات βR أو محور الصادات R{\displaystyle \gamma }. ونحسبها باستخدام تجيب هذه الزوايا عن طريق العلاقات : cosαR = {\displaystyle {\operatorname {R} \!x \over \operatorname {R} \!}} →αR cosβR = {\displaystyle {\operatorname {R} \!y \over \operatorname {R} \!}} →βR cos{\displaystyle \gamma }R ={\displaystyle {\operatorname {R} \!z \over \operatorname {R} \!}} → {\displaystyle \gamma }R - شدتها : تحسب باستخدام القانون : {\displaystyle R={\sqrt {R_{x}^{2}+R_{y}^{2}+R_{z}^{2}}}} ملاحظة : نكتب R أو FR وكذلك Rx أو FRx |
| - نقطة تأثيرها : نقطة تقاطع القوى. - جهتها : بعد رسم مضلع القوى عن طريق إزاحة الأشعة وترتيبها وراء بعضها بوضع بداية الشعاع على نهاية الشعاع الذي قبله تكون الجهة من بداية الشعاع الأول حتى نهاية الشعاع الأخير. - شدتها : طول الشعاع المرسوم من بداية الشعاع الأول حتى نهاية الشعاع الاخير، يقاس بالمسطرة تستنتج الشدة من مقياس الرسم. | - نقطة تأثيرها : نقطة تقاطع القوى . - جهتها : تحدد بالزاوية التي بين المحصلة والأفق αR. وتحسب باستخدام ظل زاوية المحصلة الذي يساوي مسقط المحصلة العيني على مسقط المحصلة السيني : tanαR = {\displaystyle {\operatorname {R} \!y \over \operatorname {R} \!x}}→αR - شدتها : تحسب باستخدام القانون: {\displaystyle R={\sqrt {R_{x}^{2}+R_{y}^{2}}}} ملاحظة : نكتب R أو FR وكذلك Rx أو FRx |

| القوتين بجهة واحدة | القوتين بجهتين متعاكستين |
| --- | --- |
| - نقطة تأثيرها : تقع على القطعة المستقيمة الواصلة بين نقطتي تأثير القوتين وأقرب إلى القوة الأكبر وتحقق العلاقة : F1 × d1 = F2 × d2 فبحساب d1 أو d2 (حيث كل منهما يعبر عن بعد إحدى القوتين عن المحصلة )نتمكن من تحديد نقطة تأثير المحصلة. - جهتها : بجهة القوتين. - شدتها : مجموع شدتي القوتين جمع عددي . | - نقطة تأثيرها : تقع على امتداد القطعة المستقيمة الواصلة بين نقطتي تأثير القوتين وأقرب إلى القوة الأكبر وتحقق العلاقة : F1 × d1 = F2 × d2 - جهتها : بجهة القوة الأكبر . - شدتها : ناتج طرح شدة القوة الأصغر من شدة القوة الأكبر. |

| القوى بجهة واحدة | القوى بجهات متعاكسة |
| - جهتها : بجهة القوى. - شدتها : مجموع شدات القوى جمع عددي. - نقطة تأثيرها:نحددها بالاستعانة بالنظرية (عزم محصلة القوى حول نقطة تساوي مجموع عزوم تلك القوى حول تلك النقطة) وقانون عزم قوة حول نقطة = القوة × الذراع (البعد العمودي بين القوة والنقطة) حيث : نختار نقطة ويفضل أن يكون مار بها إحدى القوى (من أجل اختصار عزم حيث ينعدم عزم القوة في النقطة المارة بها بسبب انعدام الذراع) ونطبق النظرية كالتالي : شدة المحصلة × الذراع dR (والذي يمثل البعد بين نقطة تأثير المحصلة والنقطة المختارة التي نحسب العزوم حولها )= مجموع عزوم القوى حول تلك النقطة. فلو اخترنا حساب العزوم حول النقطة C نكتب : FR × dR = (F1 × ac )+( F2 × bc) + (F3 × 0) ومن هذه العلاقة يمكن حساب ذراع المحصلة dR أي البعد بين النقطة المختارة C ونقطة التأثير أي نكون بذلك تحدد نقطة التأثير. | - جهتها : نحدد جهة موجبة اختيارية ونفترض أن شدات القوى التي بهذه الجهة هي شدات موجبة وأن شدات القوى التي عكس هذه الجهة هي شدات سالبة ثم نجمع الشدات مع مراعاة الإشارة فإذا كان ناتج الجمع موجب تكون جهة المحصلة من جهة هذه الجهة الموجبة الاختيارية وإذا كان ناتج الجمع سالبا تكون جهة المحصلة عكس الجهة الاختيارية: في الصورة حددنا جهة موجبة اختيارية ومنه : F1 - F2 - F3 + F4 = 3-2-4+1 = -2 الناتج سالب فجهة المحصلة عكس الجهة الاختيارية - شدتها : القيمة المطلقة لناتج الجمع العددي (حيث أيضا نجمع الشدات مع مراعاة الإشارة): FR = \|F1 - F2 - F3 + F4\| = \|3 - 2 - 4 + 1\| = 2 - نقطة التأثير : تحدد كذلك باستخدام نظرية (عزم محصلة القوى حول نقطة تساوي مجموع عزوم تلك القوى حول تلك النقطة): لنحسب العزوم حول النقطة e : FR × dR = (F1 × ae)-(F2 × be)-(F3 × ce)+(F4 × 0) ومن هذه العلاقة نستنتج dR أي بعد المحصلة عن النقطة المختارة e وبذلك نحدد نقطة التأثير. |

| هي حالة خاصة من توازي القوى فهي عبارة عن قوتين متوازيتين حاملاً متعاكستين جهةً متساويتين شدةً وبالتالي تكون شدة محصلتهما طرحهما أي تساوي الصفر. إذا : محصلة أي مزدوجة تكون معدومة ولذلك لاتسبب حركة انسحابية للجسم وإنما فقط فعل تدويري نسميه عزم المزدوجة |